# Шахбеговичи
Шахбеговичи (на сръбски: Шахбеговићи) е село в Босна и Херцеговина, разположено в община Соколац, в ентитета на Република Сръбска. Населението му според преброяването през 2013 г. е 40 души, от тях: 24 (60,00 %) бошняци, 14 (35,00 %) сърби.

## Население
Численост на населението според преброяванията през годините:
- 1961 – 247 души
- 1971 – 217 души
- 1981 – 208 души
- 1991 – 180 души
- 2013 – 40 души